# 디지털 레드라이닝
디지털 레드라이닝(영어: Digital redlining)은 디지털 기술, 디지털 콘텐츠, 인터넷을 사용해 이미 소외된 그룹들 간의 불평등을 만들고 영구화하는 관행이다.
디지털 레드라이닝의 개념은 주거 차별을 재정립하는 관행인 레드라이닝(영어: Redlining)을 확장한 것이다. 레드라이닝은 1930년대부터 미국과 캐나다의 역사적 법률 관행으로, 대출이나 추가 개발에 부적합하다고 여겨졌던 빈곤한 지역(주로 흑인 거주 지역)을 지도에 빨간색 선을 그어 표시하였다. 이러한 레드라이닝은 이웃 간에 큰 경제적 격차를 초래했다.
디지털 레드라이닝은 정보 격차, 웹라이닝, 개인화 등의 기술과 관련이 있지만, 더 크고 복잡한 시스템 문제의 일부로서 이러한 개념과는 구별된다. 이것은 인터넷 서비스 제공자들이 특정 지리적 영역에서의 수익성이 낮다고 인식해 해당 영역에 중요한 서비스와 시민 참여 제공을 줄이기로 결정한 경우와 같이 지리적 영역에서 기술 서비스에 대한 접근의 불평등을 야기하는 관행과 관련있을 수 있다. 또한 디지털 기술의 정책과 관행에 의해 야기되는 불평등을 가리키는 말로도 쓰일 수 있다. 예를 들어, 이러한 방법의 불평등은 기술을 사용하는 사람에게서 숨겨져 있는 알고리즘을 통해 생성되는 분열을 통해 이루어진다. 빅데이터와 분석정보를 사용하는 것은 특정 취약 계층을 대상으로 할 수 있는 훨씬 미묘한 형태의 차별을 가능하게 한다. 이러한 알고리즘적 수단은 신용점수와 유사하지만, 기술회사가 외부 감독 없이 독점적으로 개인의 성격 특성이나 경향을 통계적으로 분류해 개인에게 점수를 적용하는 비규제 데이터 기술의 사용을 통해 활성화된다.

## 디지털 레드라이닝과 지리
레드라이닝의 근원은 지리에 근거한 집단을 배제하는 데 있지만, 디지털 레드라이닝은 지리적 맥락과 비지리적 맥락에서 모두 일어난다. 두 맥락의 예는 미국 주택도시개발부(HUD)가 2019년 3월 28일 페이스북에 제기한 고발에서 찾을 수 있다. HUD는 페이스북이 "회사의 광고 플랫폼을 통해 주택 차별을 조장하고, 가능하게 하고, 유발함으로써 1968년 공정 주택법을 위반했다"고 기소했다. HUD는 페이스북이 광고주들에게 "특정 지역에 빨간 선을 그어 그 지역에 사는 사람들에게 특정 광고를 보지 못하게 하는 것을 허락했다"고 말했다. HUD가 명시한 차별의 종류는 인종차별주의, 동성애 혐오, 장애인 차별, 그리고 계급 차별 등이다. HUD는 이러한 예시 외에도 페이스북이 사람들을 계층에 따라 제외시키기 위해 프로필 정보와 직함을 사용했다고 기소했다. 그 혐의는 다음과 같다. "페이스북은 미국인이 아닌 사람, 기독교인이 아닌 사람, 접근성에 관심이 있는 사람, 라틴 아메리카 문화에 관심이 있는 사람, 또는 공정 주택법의 보호 계층과 밀접한 관련이 있는 다양한 다른 관심사를 가진 사람을 광고주들이 광고 대상에서 제외할 수 있게 했다." 몇몇 매체는 레드라이닝을 통한 HUD의 주거차별 역사와 레드라이닝에 대응하기 위한 공정주택법 제정, 디지털 플랫폼이 어떻게 이러한 차별적 관행을 재현하고 있는지를 지적했다.

### 지리적 맥락에서의 디지털 레드라이닝
디지털 레드라이닝은 복잡하고 다양한 일련의 관행을 의미하지만, 지리적 차원을 가진 관행에 가장 일반적으로 적용되어 왔다. 흔한 예로는 인터넷 서비스 제공자들이 특정 지역에 인터넷을 서비스하지 않기로 결정한 경우를 들 수 있다. 그러한 지역들은 다른 지역에 비해 수익성이 낮기 때문에 인터넷 서비스 제공자들은 그러한 결정을 내린다. 그러나 이러한 결정은 결과적으로 저소득 지역사회에 대한 차별을 초래하고, 중요한 서비스에 대한 접근과 시민 참여에 영향을 미친다. AT&T는 이러한 형태의 디지털 레드라이닝에 대한 정밀조사를 시행했는데, 빈곤한 지역에서 광대역 인터넷 서비스를 제공하는 데 있어 AT&T가 계급주의적인 역할을 하고 있는 것으로 나타났다. 지리에 기반을 둔 디지털 레드라이닝은 디지털 콘텐츠나 온라인 판매 상품의 유통에도 적용될 수 있다. 포켓몬고와 같은 지리에 기반을 둔 게임은 소수 민족이 적고, 인종적으로 덜 다양한 지역에 더 많은 가상 정거장과 보상을 제공하는 것으로 나타났다. 2016년, 아마존은 주로 아프리카계 미국인이고 국가 평균 이하의 수입을 가지는 많은 지역사회에 프라임 당일 배송 서비스를 제공하지 않아 비난을 받았다. 전자 메일과 같은 서비스도 영향을 받을 수 있으며, 많은 전자 메일 관리자가 메시지가 어디서 보내졌는지에 따라 특정 전자 메일 메시지를 스팸으로 표시하기 위한 필터를 만든다.

### 지리적 맥락 외의 디지털 레드라이닝
지리적 맥락에 속하는 차별과 종종 일치하기도 하지만, 모든 디지털 레드라이닝이 지역에 기반한 것은 아니다. 디지털 레드라이닝은 취약계층이 특정 콘텐츠나 인터넷 접속 시 그들에게 피해를 주는 방식으로 배제되는 경우를 말하기도 한다. 통상적으로 노동자 계층 학생이 더 많은 무역학교와 지역사회 대학은 학생들의 공공 인터넷 콘텐츠를 차단하는 것으로 나타났다. 반면 엘리트 연구기관은 그러지 않았다. 빅데이터와 분석의 사용은 특정 취약 계층을 대상으로 할 수 있는 훨씬 미묘한 형태의 차별을 가능하게 한다. 예를 들어 페이스북은 광고주들이 인종과 성별에 따라 광고 대상으로 삼을 수 있는 도구를 제공해 소수자들이 주거와 고용을 위한 특정 광고를 보는 것을 효과적으로 차단한다는 비판을 받아왔다. 2019년 10월, 금융 광고에서 성별과 연령 차별을 받았다 대규모 집단 소송이 페이스북을 상대로 제기되었다. 광범위한 소비자는 디지털 레드라이닝이 지리적 맥락 밖에서 사용될 때 특히 취약할 수 있다. 인종, 성별, 연령 등 전통적이고 법적으로 인정된 분류에 근거한 취약계층을 대상으로 하는 것 외에도, 중개업자가 채굴한 후 재판매한 개인 데이터를 사용하여 알츠하이머나 치매로 판명된 사람들을 대상으로 하거나, 충동적인 구매자나 속이기 쉬운 사람과 같이 간단히 식별될 수 있는 것으로 나타났다.

## 용어 구분

### 웹라이닝과 디지털 레드라이닝의 구분
프로필 정보에 기초하여 고객에게 서로 다른 가격을 부과하는 프로세스인 웹라이닝과 디지털 레드라이닝 사이의 차이는 디지털 레드라이닝은 가격이 아닌 접근성에 초점이 맞춰져 있다는 것이다. 이른 2002년, 전자상거래의 게일 백과사전은 웹라이닝은 사용자가 볼 수 없는 방식으로 제품과 서비스에 대한 접근을 개인적인 것으로 국한 시키고, 이 방법은 널리 퍼지고 일반적으로 용인되는(또는 최소한 용인되는) 관행이라고 했다. 또한 오늘날 많이 사용되고 있다고 밝혔다. 디지털 레드라이닝은 그러한 전통적인 인구학적 특권을 개인화한 데이터 기반 계획이 지속되는 경우에 있다. 웹라이닝이 보편화되면서, 이 용어는 개인화의 일반적인 용어로서 사용되지 않게 되었다.

### 정보격차와 디지털 레드라이닝의 구분
학자들은 종종 정보격차와 디지털 레드라이닝 사이에 연관성을 그려왔다. 실제로 디지털 레드라이닝은 정보격차의 여러 영향 중 하나로 간주되며, 디지털 리다이닝은 격차가 유지되거나 연장되는 여러 가지 방법 중 하나이다.

## 비평
2001년 보고서는 저소득층과 소수계층의 광대역 인터넷 접속 격차의 원인이 이용가능성 부족 때문인지 아니면 다른 요인 때문인지 알아보았다. 보고서는 "소득이나 흑인 또는 히스패닉이 지역에 얼마나 많이 있는가에 근거한 디지털 레드라이닝의 증거는 거의 없다."면서도 아메리카 원주민이나 아시아계 인구가 많은 지역을 근거로 레드라이닝의 증거가 섞여 있음을 발견했다.